# Cyrtophora doriae
Cyrtophora doriae är en spindelart som först beskrevs av Tord Tamerlan Teodor Thorell 1881.  Cyrtophora doriae ingår i släktet Cyrtophora och familjen hjulspindlar. Inga underarter finns listade i Catalogue of Life.